# Le clown et ses chiens
Le clown et ses chiens (ang. The Clown and His Dogs) – francuski animowany film niemy z 1892 roku w reżyserii Émila Reynauda. Trwa około 10 minut i składa się z 300 obrazów.
Film pokazuje klauna, który wchodzi na cyrkową scenę i wita publiczność. Następnie wykonuje sztuczki z trzema psami. Psy przeskakują przez obręcze i przeszkody oraz chodzą po kuli.
Premiera filmu odbyła się 28 października 1892